# Atlantisch orkaanseizoen 1966
Het Atlantisch orkaanseizoen 1966 duurde van 1 juni 1966 tot 30 november 1966. Tropische cyclonen die buiten deze seizoensgrenzen ontstaan, maar nog binnen het kalenderjaar 1966, worden ook nog tot dit seizoen gerekend.